# ベンの家

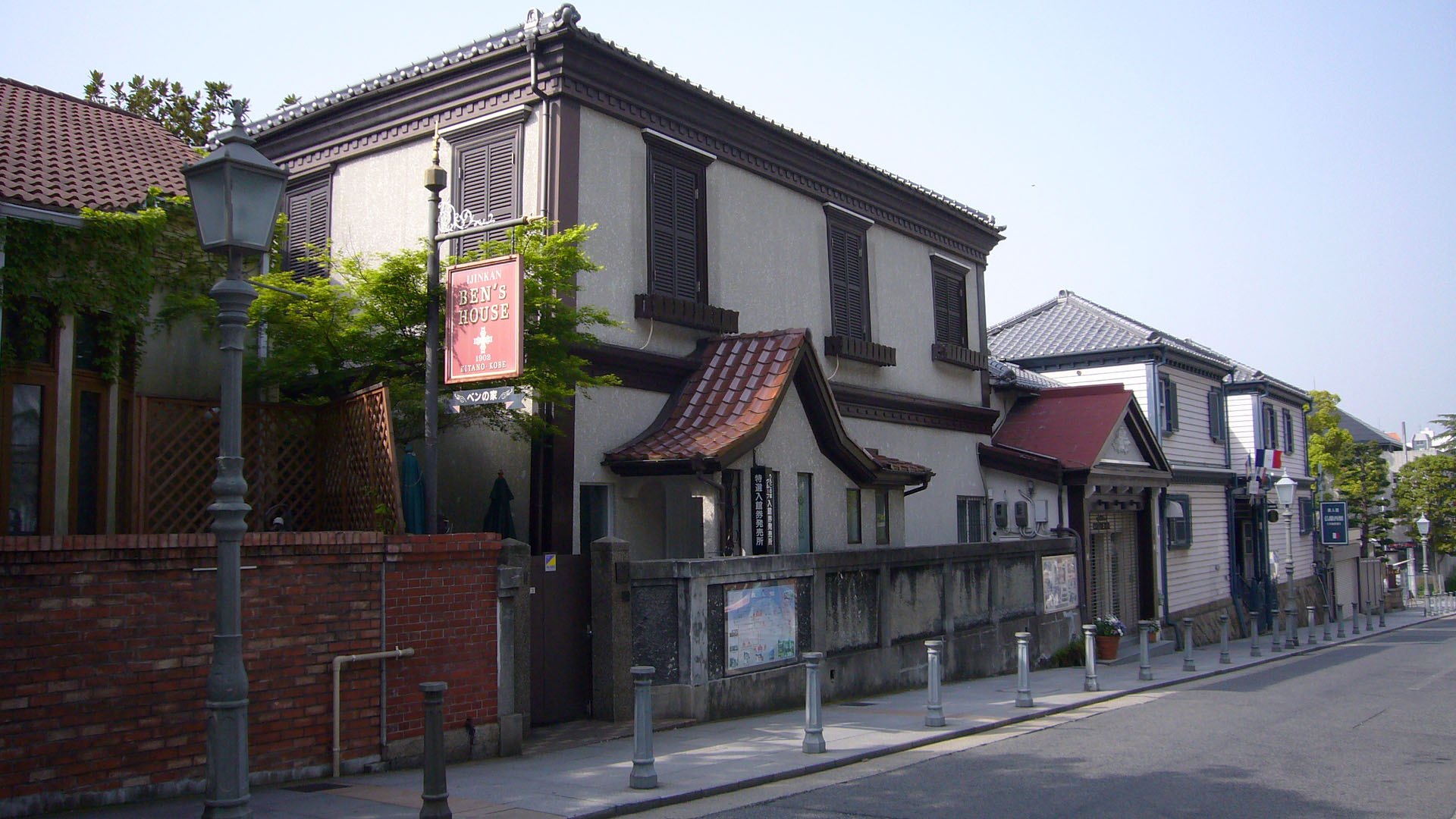
ベンの家

ベンの家（べんのいえ）は兵庫県神戸市中央区北野町の北野通りに面してに建つ歴史的建造物。 
重要伝統的建造物群保存地区「北野町山本通」を構成する洋館の一つで、「ひょうごの近代住宅100選」に選定される。 旧フェレ邸とも。
明治35年（1902年）、神戸の旧居留地に商館として建築された西洋館。その後北野町の現在地に移築され、イギリス貴族で狩猟家のベン・アリソン（Ben Allison）の日本における自邸となる。塀、壁、建具など全て居留地に竣工した当時のまま現存する。館内にはベンが世界各地で射止めた動物の剥製が展示されており、そこには巨大なホッキョクグマやムース、リンクス、ヘラ鹿のほか、絶滅が危惧されている種も多く含まれる。 
ステンドグラスは動物をモチーフにした珍しいデザインである。

## 施設

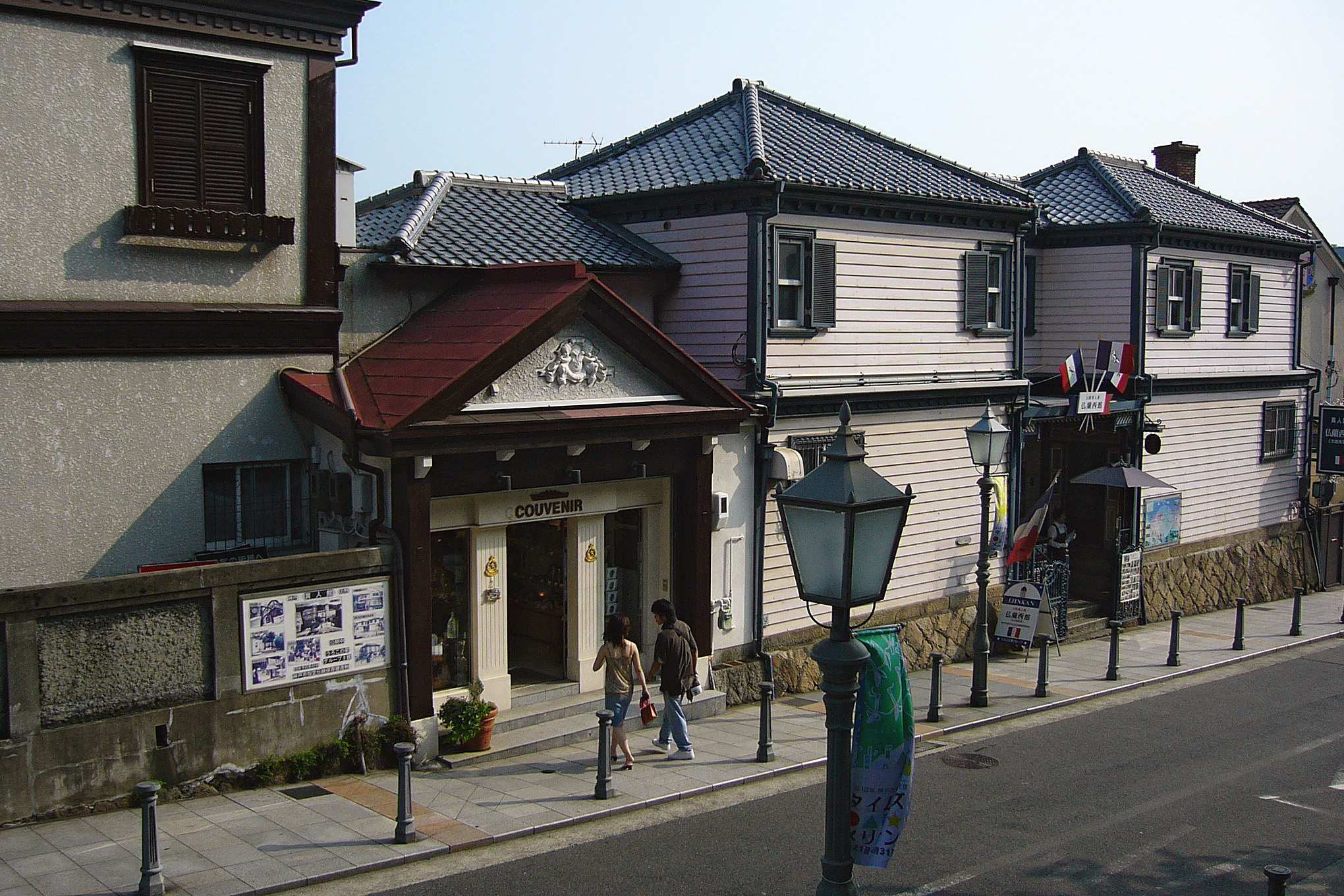
北野通り

- ミュージアムショップ「ストロングアンカー」（フクロウグッズ専門店）

## 利用情報
- 営業時間 （冬期） - 9：00～17：00　、（夏期）　9：00～18：00
- 休館日 - 年中無休
- 入館料 - ￥500-

## 建築概要
- 竣工 - 明治35年（1902年）
- 構造 - 木造、地上2階
- 所在地 - 〒650-0002 兵庫県神戸市中央区北野町2-3-21

## 交通アクセス
- 山陽新幹線 新神戸駅 徒歩10分
- JR 三ノ宮駅 徒歩15分
- 阪急 神戸三宮駅 徒歩15分
- 阪神 神戸三宮駅 徒歩15分
- 地下鉄西神・山手線 三宮駅 徒歩15分
- 地下鉄海岸線 三宮・花時計前駅 徒歩15分
- ポートライナー 三宮駅 徒歩15分

## 周辺情報
- 神戸北野美術館（旧アメリカ領事館官舎）
- 旧ドレウェル邸（ラインの館）
- 旧フデセック邸（英国館）
- 洋館長屋（仏蘭西館、旧ボシー邸）
- 旧ヒルトン邸